# 2 mai 1959
Le samedi 2 mai 1959 est le 122e jour de l'année 1959.

## Naissances
- Andrea Balestrieri (it), motocycliste italien ;

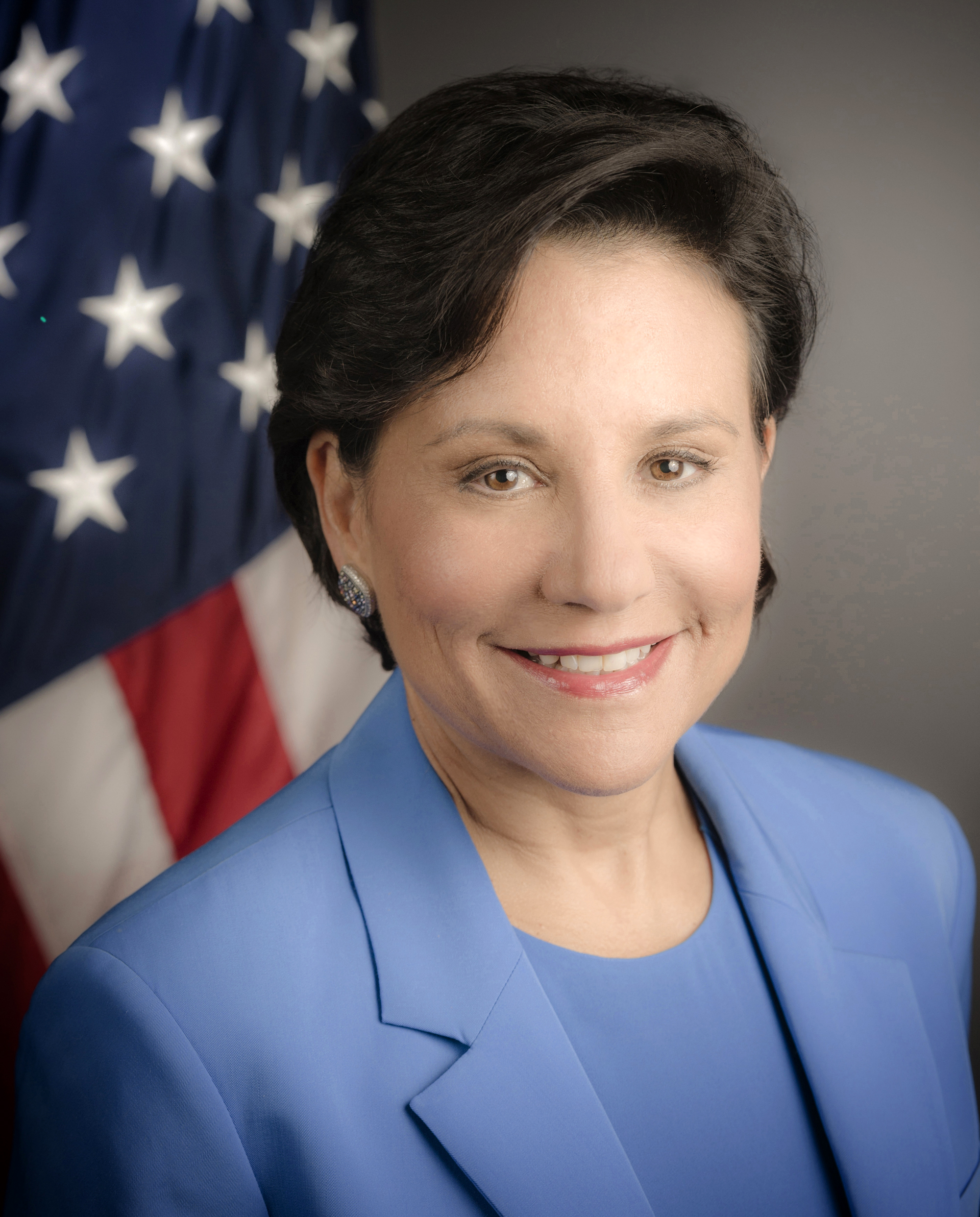
Penny Pritzker, femme politique américaine.

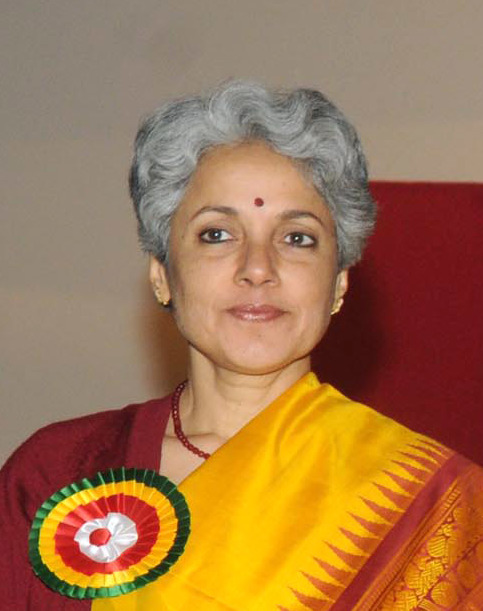
Soumya Swaminathan, scientifique indienne.

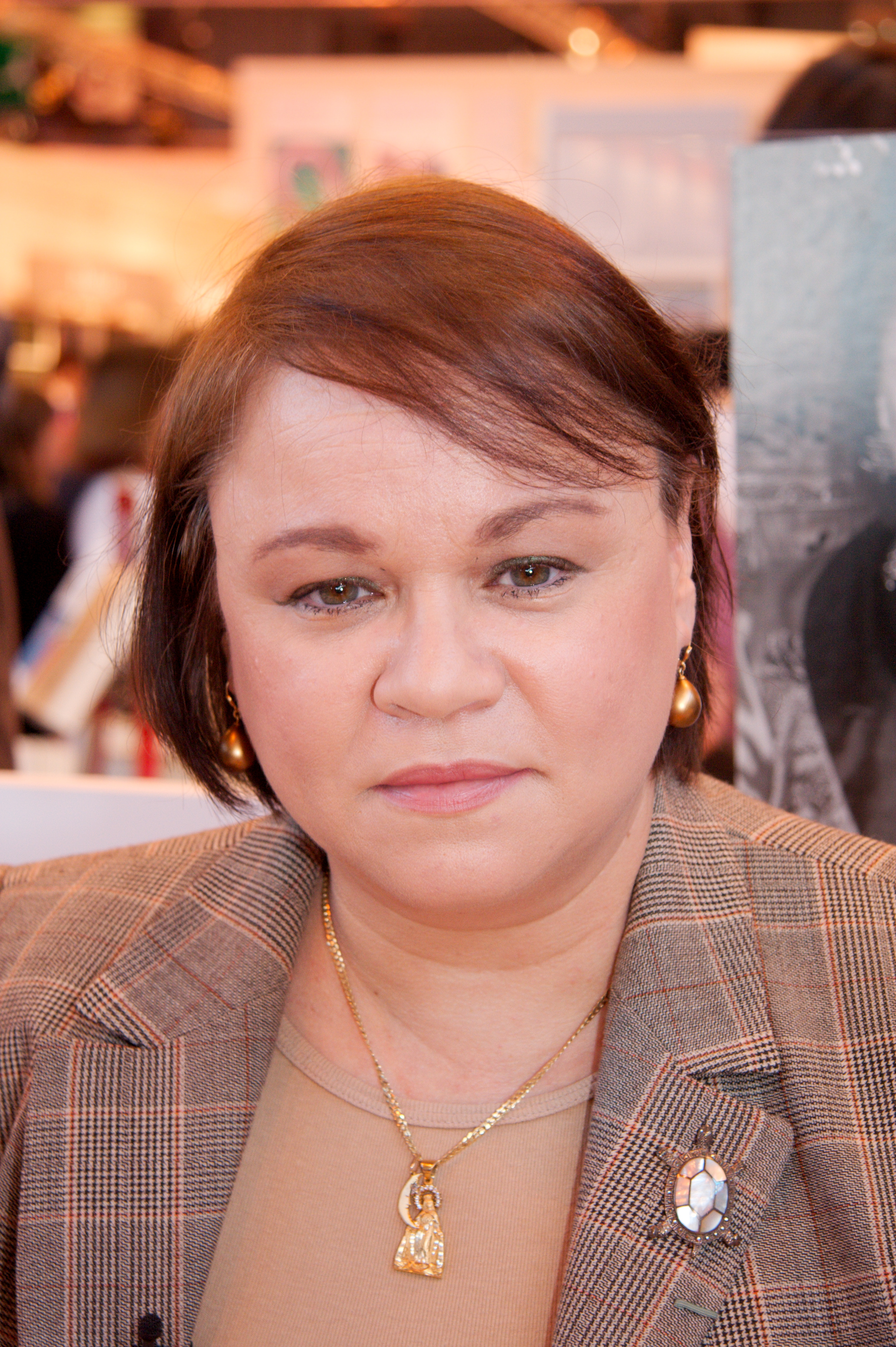
Zoé Valdés, écrivaine cubaine.

- Antonio Barboni (it), homme politique italien ;
- Alan Best (en), réalisateur et producteur canadien de cinéma d’animation ;
- Lex Bohlmeijer (nl), présentateur de radio et de télévision néerlandais ;
- Gianfranco Bortolotti (it), producteur discographique, architecte et entrepreneur italien ;
- Claude Brumachon, danseur et chorégraphe français ;
- Laurence Chanfro (morte le 3 juillet 2012), plasticienne et photographe française ;
- Bertrand Chénier, compositeur canadien québécois ;
- Hasan Ali Çelik (tr), homme politique turc ;
- Daniel Colombres (es), batteur argentin ;
- Sanna Grønlid, biathlète norvégienne ;
- William Fuller, joueur américain de football américain ;
- Russ Grimm (en), joueur et entraîneur de football américain ;
- Jürgen Hescheler (de), physiologiste allemand et chercheur sur les cellules souches ;
- Drue Le Guier (en), nageur australien ;
- Félix Madero (es), journaliste espagnol ;
- Levente Mady (en), nageur canadien ;
- Mara Mattuschka, réalisatrice, actrice, performeuse, peintre et chanteuse autrichienne ;
- Gary John Megson (de), joueur et manager de football anglais ;
- Jesús Nader (es), homme politique mexicain ;
- Willem Jan Neutelings (nl), architecte néerlandais ;
- Marie-Christine Orry, actrice française ;
- Achim Post (de), homme politique allemand ;
- Penny Pritzker, femme d’affaires et femme politique américaine ;
- Lone Scherfig, réalisatrice danoise ;
- Ivan Šimonović, universitaire, diplomate et homme politique croate ;
- Royce Simmons, rugbyman et entraîneur australien ;
- Soumya Swaminathan, scientifique indienne ;
- María Cristina Tellería (es), botaniste et conservatrice de musée argentine ;
- Brian Tochi, acteur, réalisateur, scénariste et producteur américain ;
- Behsat Üvez (tr) (mort le 22 février 2013), musicien de musique traditionnelle turque et orientale et compositeur turc, actif aux Pays-Bas ;
- Zoé Valdés, romancière, poète et scénariste cubaine exilée en France ;
- Marcel van de Beeten (de), guitariste de jazz et auteur-compositeur-interprète néerlandais ;
- Alejandro Vergara Blanco (es), avocat et juriste chilien ;
- Tony Wakeford, guitariste et auteur compositeur britannique ;
- Yukinori Yanagi (en), artiste contemporain japonais ;
- Maia Zidaru (it), basketteuse roumaine.

## Décès
- Louis Bernard (nl) (né le 26 novembre 1878), homme politique belge ;
- George Blundell (en) (né le 5 juillet 1874), footballeur australien de football australien ;
- James Harrison (en) (né le 30 août 1899), homme politique anglais ;
- Guido Rocco (it) (né le 26 novembre 1886, homme politique et diplomate italien.

## Événements

### Histoire
- Fidel Castro, lors d’un voyage à Buenos Aires en Argentine, prononce un discours devant le Conseil Économique des 21 où il propose la création d’un marché unique latino-américain ;
- Aux États-Unis, quatre hommes blancs enlevent et violent une femme noire, Betty Jean Owens (en), à Tallahassee en Floride. L’affaire fait grand bruit, et un jury blanc les condamne à la prison à vie.

### Sport

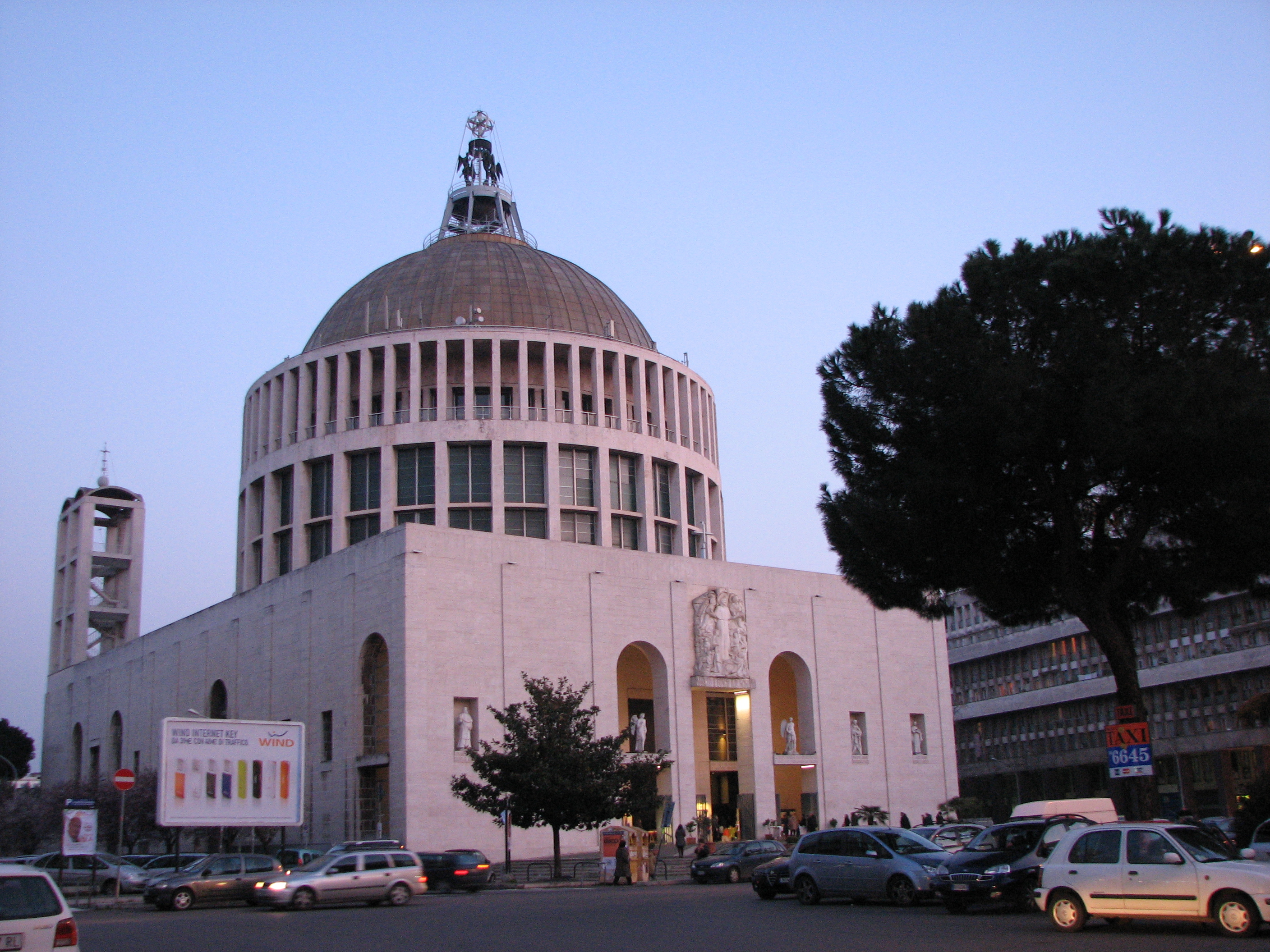
Basilique San Giovanni Bosco

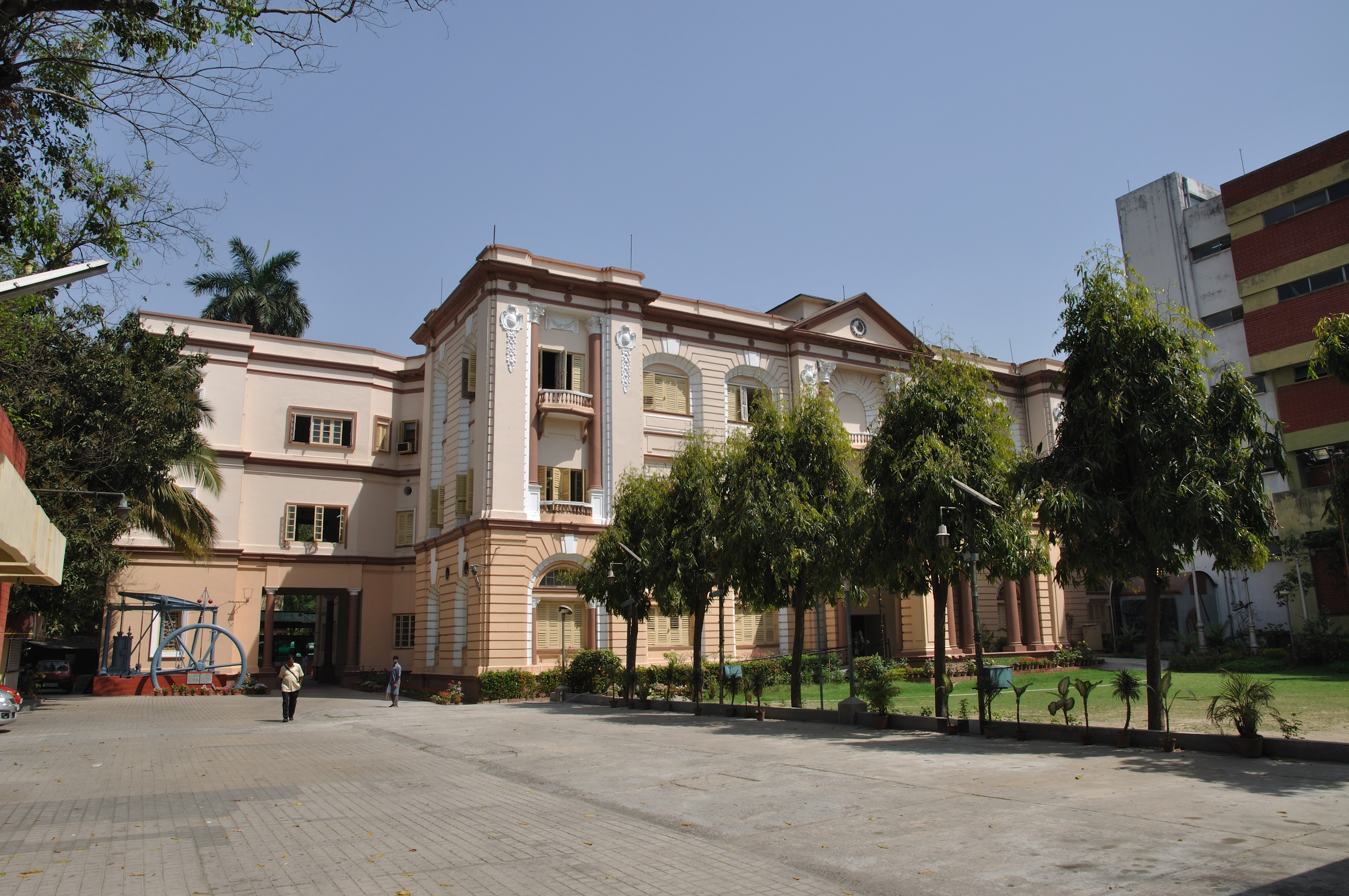
Musée industriel et technologique Birla

- Le record d'Europe du saut à la perche est battu par le perchiste soviétique Vladimir Bulatov avec 4,62 m. Depuis, le record du monde a été battu 59 fois, soit en moyenne une fois par an pour atteindre 6,18 m en 2020, soit une progression de 2,6 cm par an en moyenne.
- Le coureur automobile américain Jerry Unser subit un grave accident lors de l'entraînement pour l'Indianapolis 500. Sa voiture heurte un mur à 214 km/h et prend feu. Gravement brûlé, il décède 15 jours plus tard.

### Architecture
- Consécration de la Basilique San Giovanni Bosco de Rome en Italie ;
- Création du Musée industriel et technologique Birla de Calcutta en Inde ;
- Inauguration de l’Orlando Stadium, stade omnisports d’Orlando dans le township de Soweto au sud de Johannesburg en Afrique du Sud.

### Culture
- Sortie du film mexicain Sube y baja (es) réalisé par Miguel M. Delgado avec l’acteur comique Cantinflas.